# Avannaata Kommune
Avannaata Kommune (grønlandsk:Avannaata Kommunia) er en kommune i Grønland etableret 1. januar 2018 ved delingen af den tidligere Qaasuitsup Kommune, den har et areal på 522 700 km² og omkring 10.600 indbyggere. Rådhuset ligger i Ilulissat.  Kommunen omfatter den nordvestligste del af Grønland. Øst for kommunen ligger Grønlands Nationalpark, mod syd ligger Qeqertalik Kommune. Sydøstlig grænser den til Sermersooq Kommune. Inde i kommunen befinder sig det kommunefrie område Pituffik (Pituffik Space Base).

## Byer og bygder
Kommunen har fire byer og 23 bygder.
Byer: Ilulissat, Uummannaq, Upernavik, Qaanaaq 
- Ilulissat distrikt
  - Ilulissat (Jakobshavn) (4.630 indb. 2019) huser kommunens centraladministration. Ved Ilulissat ligger den verdensberømte isfjord, som er optaget på UNESCOs verdensarvsliste og som hvert år trækker mange turister til området. Byen har også uddannelsesinstitutionerne Social Pædagogisk Seminarium og Majoriaq.
  - Ilimanaq (Claushavn) (53 indb. 2019) ligger i den østlige del af Diskobugten på sydsiden af udløbet af Ilulissat Isfjord, som også er på UNESCOs verdensarvliste. Herfra har man udsigt over de manger isbjerge, som flyder i Diskobugten.
  - Oqaatsut (Rodebay) (30 indb. 2019) ca. 200 slædehunde 18 km nord for Ilulissat. Bygden ligger på en halvø med udsigt til Diskobugtens isbjerge. Erhvervsgrundlaget er fiskeri med langline af hellefisk, jagt på sæler og hvaler, samt bæredygtig turisme.
  - Qeqertaq (Øen) (117 indb. 2019) er beliggende ca. 90 km nord for Ilulissat på sydsiden af en ø i Tasiusaq-bugten. I 1830 var den kendt som vinterudsted, og først i cirka 1845 blev den kendt som helårsudsted
  - Saqqaq (Solsiden) (130 indb. 2019) 100 km nord for Ilulissat på sydsiden af Nuussuaq-halvøen ud mod Vaigat.

- Uummannaq distrikt
  - Uummannaq (1.420 indb. 2019) by ligger på en ø med et karakteristisk 1175 meter højt hjerteformet fjeld i baggrunden. I 1972 blev otte mumier fundet i Qilakitsoq i nærheden af Uummannaq. Mumierne er dateret til 1475 og er i dag det største trækplaster på Grønlands Nationalmuseum i Nuuk.
  - Ikerasak (227 indb. 2019) ligger ca. 45 km fra Uummannaq by. Beliggenheden inderst i Uummannaq isfjord giver gode fiskeri og fangstmuligheder både sommer og vinter
  - Illorsuit (0 indb. 2018) ligger ca. 82 km nordvest for Uummannaq på nordøstkysten af den 468 km² store Illorsuit Ø. Bygden er omgivet af høje bjerge, og derfor ses solen ikke mellem medio oktober og primo marts. Efter en tsunami i Karratfjorden 17. juni 2017 er bygden forladt, da myndighederne mener, at der stadig er risiko for tsunamier.
  - Niaqornat (36 indb. 2019) ligger placeret på nordkysten af Nuussuaq-halvøen, strategisk nær iskanten og med fin udsigt over Uummannaq Bugt. Bygden blev beboet 1823  og fik 1870 status som handelsstation.
  - Nuugaatsiaq (0 indb. 2019) ca. 103 km nord for Uummannaq. Bygden blev den 17. juni 2017 ramt af en tsunami, der var forårsaget af et stort jordskred fra en fjeldside på 300 gange 1100 meter i Karratfjorden. Tsunamien forårsagede store ødelæggelser og befolkningen blev evakueret til Uummannaq den efterfølgende dag. Fire mennesker er formodet druknet, ni blev kvæstet og 11 bygninger - herunder elværket - blev ødelagt.
  - Qaarsut (175 indb. 2019) ligger på nordkysten af Nuussuaq-halvøen ved foden af det 1977 m høje fjeld Qilertinnguit og ca. 20 km vest for Uummannaq. Bygden har en regional flyveplads. som blev indviet den 29. september 1999. Grønlands første kulmine var i drift i Qaarsut fra 1778 til 1924.
  - Saattut (229 indb. 2019) beliggende på den lille ø med samme navn i Avannaata Kommune i Vestgrønland, ca. 24 km nordøst for Uummannaq. Kirken har til huse i det tidligere skolekapel fra 1927, der i 1980 blev indrettet til kirke.
  - Ukkusissat (152 indb. 2019) ligger ca. 42 km nord for Uummannaq. Bygden blev grundlagt 1794 på et sted, der var kendt for sine mange sæler.

- Upernavik distrikt
  - Upernavik (1.097 indb. 2019) er med sine ni bygder den by i Avannaata Kommunia, hvortil der er tilknyttet flest bygder. I Upernavik findes en landingsbane på 900 m (indviet i år 2000) og en sportshal (indviet i år 2006). Upernavik har verdens nordligste frilandsmuseum. Desuden findes der en folkeskole med et tilhørende kollegium.
  - Aappilattoq (155 indb. 2019) beliggende ca. 20 km nordøst for Upernavik på kanten af Upernavik Isfjord. Aappilattoq blev grundlagt i 1805 og blev handelsstation i 1850.
  - Innaarsuit (172 indb. 2019) ligger på en 27 km² ø med det samme navn, beliggende ca. 46 km nord for Upernavik. Bopladsen blev oprettet omkring 1911. Indtil 1950 havde bygden kun 30 indbyggere.
  - Kangersuatsiaq (132 indb. 2019) beliggende ca. 50 km sydøst for Upernavik. Bygden er flere gange blevet kåret til Grønlands bedst fungerende by på grund af sine velholdte huse, fungerende butikker og et lavt alkoholforbrug.
  - Kullorsuaq (447 indb. 2019) beliggende ca. 300 km nord for Upernavik. Bygden blev grundlagt i 1928. I den isfri tid (juli–november) kommer der forsyninger med skib hver anden uge.
  - Naajaat (48 indb. 2019) beliggende på en mindre ø af samme navn ca. 40 km nordøst for Upernavik. Ni km mod nordvest ligger Innaarsuit. Den vigtigste indtægtskilde er fiskeri efter hellefisk.
  - Nutaarmiut (42 indb. 2019) 82 km nord for Upernavik. Den ligger på østkysten af en ø med det samme navn. Tasiusaq ligger 20 km mod sydøst.
  - Nuussuaq (181 indb. 2019) beliggende på den sydvestlige del af halvøen Nuussuaq, ca. 150 km nord for Upernavik. Området omkring bygden er velegnet til vandring og observation af hvaler. Årligt trækker hvidhvaler ind i bugten, hvor de traditionelt jages af lokalbefolkningen. I dag er Nuussuaq stadig en af de mest traditionelle jagt- og fiskeribygder i Grønland.
  - Tasiusaq (261 indb. 2019) beliggende ca. 65 km nord for Upernavik. Bygden blev grundlagt i 1805.
  - Tussaaq (0 indb. 2018) beliggende på en ø med samme navn, ca. 33 km nord for Upernavik er ubeboet. I starten af 1990'erne lukkede butikken. Før affolkningen levede indbyggerne overvejende af sælfangst. I 1990 var der 52 indbyggere og i 1994 kun 22 indbyggere.
  - Upernavik Kujalleq (196 indb. 2019) beliggende ca. 73 km syd for Upernavik. Den blev grundlagt som en handelsstation i 1855. I nutiden er det især hellefisk, der fiskes.

- Qaanaaq distrikt
  - Qaanaaq (640 indb. 2019) er Grønlands næstnordligste by. Museet i Qaanaaq har til huse i den opdagelsesrejsende Knud Rasmussens tidligere bolig. Der er flyforbindelse til Qaanaaq en gang ugentligt. Der er 24-timers sollys i Qaanaaq fra slutningen af april til slutningen af august.
  - Qeqertat (24 indb. 2019) er beliggende inderst i Inglefield Bredning på Harvard Øer, ca. 60 km øst for Qaanaaq. Når isen forlader fjorden om sommeren, er det muligt at se store flokke af narhvaler.
  - Savissivik (57 indb. 2019)  ca. 190 km syd for Qaanaaq på Meteoritø i den nordvestlige del af Melville Bugt. Bygden, der blev anlagt som udsted i 1934, er en traditionel grønlandsk bygd med træbelagte stier og typiske grønlandske selvbyggerhuse
  - Siorapaluk (45 indb. 2019) er den nordligste bygd i Grønland, og et af verdens nordligste bosteder, beliggende på den nordlige side af Robertson Fjord, ca. 50 km nordvest fra Qaanaaq. Bygden befinder sig 78 grader på den nordlige breddegrad 1362 kilometer fra Nordpolen og mellem et bjerg og pakisen. Mørketiden varer 108 dage, og der er 120 dage med midnatssol.

## Borgmester og kommunalbestyrelse
I forbindelse med opdelingen af Qaasuitsup Kommune valgtes der i april 2017 et overgangsudvalg på 17 medlemmer i den fremtidige Avannaata Kommune. Ved etableringen af Avannaata Kommune 1. januar 2018 tiltrådte overgangsudvalget som kommunalbestyrelse i den nye kommune frem til kommunalvalget i april 2021, og Palle Jerimiassen fra Siumut blev valgt som borgmester.

### Valg 6. april 2021
Tirsdag den 6. april blev der afholdt valg til kommunalbestyrelsen. Valgdeltagelsen var 69,5 %.
Resultat:
- Atassut: 12 % (656 stemmer) - 2 mandater
- Demokraterne: 9,5 % (520 stemmer) - 1 mandat
- Inuit Ataqatigiit: 16,9 % (920 stemmer) - 3 mandater
- Naleraq: 12,1 % (659 stemmer) - 2 mandater
- Nunatta Qitornai: 2,2 % (121 stemmer) - 0 mandater
- Siumut: 46,2 % (2519 stemmer) - 9 mandater[1]

Efter valget meldte Palle Jerimiassen sig ud af Siumut og Minik Høegh-Dam blev ekskluderet fra partiet. 
Inuit Ataqatigiit, Atassut, Demokraatit, Naleraq og løsgænger Palle Jerimiassen dannede efterfølgende en koalition og pegede på Palle Jerimiassen som borgmester.